# Hypoxis exaltata
Hypoxis exaltata är en enhjärtbladig växtart som beskrevs av Gert Cornelius Nel. Hypoxis exaltata ingår i släktet Hypoxis och familjen Hypoxidaceae. Inga underarter finns listade i Catalogue of Life.